# 密州怨曲
密州怨曲，是日本純種競賽馬匹。生涯活躍於長途賽事，曾勝出2004年菊花賞及2006年墨爾本盃。

## 出賽前
2001年5月3日出身於北海道早來町（今安平町）北部牧場，成長途中於一口馬主俱樂部Sunday Racing Co. Ltd.進行馬主募集。
其後交由栗東訓練中心練馬師角居勝彥訓練。

## 競賽生涯

### 2歲
2003年11月29日出戰京都競馬場2歲新馬戰，但於其中僅獲得第七。
其後出戰2歲未勝利戰，於比賽中段取得領先並一直帶領馬群進入直路，然而其後隨即被後方賽駒超越，最終以第二落敗。

### 3歲
2004年年初出戰兩場3歲未勝利戰分別取得第二及第四後，越級挑戰條件戰梅花賞取得第四，其後終於在4月的一場3歲未勝利戰中取得首勝。
其後出戰青葉賞，但於其中處於後方位置完全無法衝出下沉底，最終以第十三大敗。
完成青葉賞後其於條件戰累積獎金，成功於三場賽事中贏得兩場。
10月24日出戰菊花賞，由於其僅勝出條件戰級別的賽事，加上本次比賽有東京優駿（日本打吡）亞軍真心呼喚、聖烈特紀念冠軍大宇宙及東京優駿季軍高級玩意等強敵的參戰，其僅獲得第八人氣。比賽開始後，前方由大宇宙帶出領放，密州怨曲處於先頭位置推進，而真心呼喚及高級玩意則於後方位置追走。比賽途中，其一直保持較快的步速嘗試提醒自身的位置，通過第四彎道時候經已進佔第二的位置。進入直路後，其展現優秀的反應超越領放的大宇宙，並於其後保持穩定的衝刺速度抵擋後方來襲的浪淘沙，以1 1/4馬位優勢率先衝線，以爆冷姿態取得首個一級賽冠軍，亦爲騎師岩田康誠及練馬師角居勝彥帶來首個一級賽頭銜。
其後出戰日本盃，縱然面對一衆年長馬匹，其仍然可以發揮優秀的實力，最終僅敗於荒漠英雄及大宇宙取得第三。
12月26出戰有馬紀念，比賽途中一直保持於先頭有利位置，雖然進入直路後稍爲力弱被其他對手超越僅獲得第五，但仍然爲3歲馬之中最佳的戰績。
年末，由於其贏得菊花賞且於秋季跑出穩定的表現，因而以209票當選最佳父內國產馬，但最佳3歲雄馬評選則大敗於贏得NHK一哩盃及東京優駿的夏威夷王。

### 4歲
進入2005年，由於上年度秋季的賽程使其累積疲勞，因而避戰春季天皇賞及寶塚紀念，於春季處於休養的狀態。
11月6日在阿根廷共和國盃復出，雖然賽前獲得第一人氣，但於比賽途中未能維持穩定的加速，最終僅能和大金駒一同取得平頭第五。
其後出戰長途馬錦標，本次比賽其一直以穩定的節奏維持於約莫第五的位置，進入直路後輕鬆加速超越前方賽駒，最終一直壓制處於位置較後的Er Nova，以頭位優勢贏得冠軍。
12月25日出戰有馬紀念，然而採取居中戰術於直路完全未有任何加速的徵兆，最終未能衝出之下以第十一大敗。

### 5歲
2006年年初出戰京都紀念及阪神大賞典雖然取得第五及第三的不俗戰績，然而於其後的春季天皇賞未能採取進一步的加速，最終以第十大敗。
完成春季天皇賞後，其原定會前往阪神競馬場出戰寶塚紀念，但由於右前腳出現不適下選擇避戰並進入休養。
入秋後陣營考慮其較爲出色的長距離適性，因而安排其和廄侶搖滾樂遠征澳洲，並以考菲爾德盃及墨爾本盃作爲目標。
10月21日先出戰考菲爾德盃，雖然於本次賽事非澳洲當地的熱門馬，但仍然可以發揮不俗的實力跑獲一席季軍。
其後繼續出戰墨爾本盃，比賽初段保持於前方位置下一早於直路取得領先，於直路上一直壓制搖滾樂的同時亦阻止了愛爾蘭代表詩人作家的攻勢，最終率先衝線下不但再度取得一級賽冠軍，亦爲首匹勝出南半球一級賽的日本賽駒。
回國後其稍作休整，其後出戰12月24日的有馬紀念，然而於直路上和名將森遜有些微碰撞下失去加速的絕佳機會，最終僅以第六完賽。

### 6歲
2007年以阪神大賞典作爲首戰，縱然其於本次比賽需要背負高達59公斤的負重，但仍然可以於直路上由中團衝至先頭，最終僅敗於Eye Popper、網亨通及東海奇謀取得第四。
其後出戰春季天皇賞，然而於比賽途中左前腳蹄鐵跌落，其無法繼續全速奔跑下以第十二大敗。
由於在春季天皇賞的失利，陣營決定放棄遠征英國出戰英皇佐治六世及皇后伊利沙伯錦標的計劃並安排其進入放草。
其後陣營希望和上年度一樣和安排其前往澳洲出賽，然而受到馬流感的影響下其無法遠征，最終於9月3日取消報名。
入秋後其原定以產經賞作爲復出戰，然而左前腳患有蜂窩組織炎下需要休養，最終以10月7日的京都大賞典作爲目標。比賽開始後，雖然其於比賽初段隨即搶佔位置領放，但受到頂磅負重的影響下，其於直路上開始力弱，最終被對手超越下以第五完賽。
其後繼續於中長距離的戰線行進，但於秋季天皇賞、日本盃及有馬紀念三場賽事中均未能取得突破，分別以第十二、第五及第十二落敗。
有馬紀念後，陣營出乎而料地安排其出戰僅僅六日之後的東京大賞典，受到密集賽程的影響下其身體狀態失常，加上本身未有良好的泥地適性，最終於於多不利因素疊加下以第十二大敗。

### 7歲
2008年春季，其因爲上年度末的連戰導致狀態極其不佳，因而一直處於休養狀態未有出戰任何賽事。
9月17日返回馬房訓練並以京都大賞典作爲目標，然而於10月8日訓練過後被發現右前腳馬蹄有穿孔的症狀，最終選擇避戰並重新休養，結果全部均未有出賽。

### 8歲
2009年3月22日復出出戰阪神大賞典，於大爛地中稍爲做出了些微加速的動作，最終以第六完賽。
然而其後狀態再度下滑，出戰春季天皇賞及目黑紀念分別以第十及第十六大敗。
完成目黑紀念後，陣營考慮其年齡及身體狀態，最終決定安排其退役。

### 詳細賽績
| 日期       | 舉辦國家 | 馬場     | 距離   | 級別 | 賽事名稱         | 負重 | 騎師     | 馬號 | 出馬 | 名次 | 時間     | 頭馬（二馬）      |
| ---------- | -------- | -------- | ------ | ---- | ---------------- | ---- | -------- | ---- | ---- | ---- | -------- | ----------------- |
| 29/11/2003 | 日本     | 京都     | 草1600 |      | 2歲新馬          | 55   | 武幸四郎 | 13   | 14   | 7    | 1:40.3   | Black Helios      |
| 6/12/2003  | 日本     | 阪神     | 草2000 |      | 2歲未勝利        | 55   | 蘇銘倫   | 3    | 11   | 2    | 2:03.0   | Piena Only One    |
| 17/1/2004  | 日本     | 小倉     | 草2000 |      | 3歲未勝利        | 56   | 武豐     | 1    | 18   | 2    | 2:02.8   | Meiner Digno      |
| 25/1/2004  | 日本     | 小倉     | 草2000 |      | 3歲未勝利        | 56   | 武幸四郎 | 11   | 16   | 4    | 2:04.9   | Meiner Dresden    |
| 8/2/2004   | 日本     | 京都     | 草2400 |      | 梅花賞           | 56   | 岩田康誠 | 6    | 12   | 4    | 2:29.8   | Meiner Dresden    |
| 17/2/2004  | 日本     | 福島     | 草2000 |      | 3歲未勝利        | 56   | 武幸四郎 | 11   | 16   | 1    | 2:00.6   | （Grass Hunter）  |
| 1/5/2004   | 日本     | 東京     | 草2400 | GII  | 青葉賞           | 56   | 後藤浩輝 | 15   | 17   | 13   | 2:26.8   | 高級玩意          |
| 23/6/2004  | 日本     | 東京     | 草2400 |      | 3歲500萬獎金以下 | 56   | 安藤勝己 | 5    | 7    | 1    | 2:29.8   | （Meiner Gust）   |
| 20/9/2004  | 日本     | 阪神     | 草2500 |      | 兵庫特別         | 53   | 後藤浩輝 | 1    | 8    | 5    | 2:33.0   | Bullet Lane       |
| 2/10/2004  | 日本     | 中山     | 草2500 |      | 九十九里特別     | 53   | 岡部幸雄 | 2    | 9    | 1    | 2:34.7   | （Yuwa Kingston） |
| 24/10/2004 | 日本     | 京都     | 草3000 | GI   | 菊花賞           | 57   | 岩田康誠 | 18   | 18   | 1    | 3:05.7   | （浪淘沙）        |
| 28/11/2004 | 日本     | 東京     | 草2400 | GI   | 日本盃           | 55   | 安藤勝己 | 7    | 16   | 3    | 2:24.8   | 荒漠英雄          |
| 26/12/2004 | 日本     | 中山     | 草2500 | GI   | 有馬紀念         | 55   | 龐利萊   | 10   | 15   | 5    | 2:30.0   | 荒漠英雄          |
| 6/11/2005  | 日本     | 東京     | 草2500 | GII  | 阿根廷共和國盃   | 59   | 柏兆雷   | 11   | 18   | 5    | 2:33.1   | Sakura Century    |
| 3/12/2005  | 日本     | 中山     | 草3600 | GII  | 長途馬錦標       | 58   | 柏兆雷   | 6    | 11   | 1    | 3:47.7   | （Er Nova）       |
| 25/12/2005 | 日本     | 中山     | 草2500 | GI   | 有馬紀念         | 57   | 柏兆雷   | 15   | 16   | 11   | 2:33.0   | 真心呼喚          |
| 18/2/2006  | 日本     | 京都     | 草2200 | GII  | 京都紀念         | 58   | 柏兆雷   | 3    | 10   | 5    | 2:13.9   | 超預感            |
| 19/3/2006  | 日本     | 阪神     | 草3000 | GII  | 阪神大賞典       | 58   | 岩田康誠 | 8    | 9    | 3    | 3:10.1   | 大震撼            |
| 30/4/2006  | 日本     | 京都     | 草3200 | GI   | 春季天皇賞       | 58   | 岩田康誠 | 9    | 17   | 10   | 3:15.7   | 大震撼            |
| 21/10/2006 | 澳洲     | 考菲爾德 | 草2400 | GI   | 考菲爾德盃       | 56   | 羅理雅   | 1    | 18   | 3    | 紀錄缺失 | 多吉              |
| 7/11/2006  | 澳洲     | 費明頓   | 草3200 | GI   | 墨爾本盃         | 56   | 岩田康誠 | 2    | 24   | 1    | 3:21.42  | （搖滾樂）        |
| 24/12/2006 | 日本     | 中山     | 草2500 | GI   | 有馬紀念         | 57   | 岩田康誠 | 2    | 14   | 6    | 2:32.7   | 大震撼            |
| 18/3/2007  | 日本     | 阪神     | 草3000 | GII  | 阪神大賞典       | 59   | 岩田康誠 | 1    | 11   | 4    | 3:08.4   | 眼福              |
| 29/4/2007  | 日本     | 京都     | 草3200 | GI   | 春季天皇賞       | 58   | 岩田康誠 | 15   | 16   | 12   | 3:15.2   | 名將森遜          |
| 7/10/2007  | 日本     | 京都     | 草2400 | GII  | 京都大賞典       | 59   | 川田將雅 | 2    | 10   | 5    | 2:25.1   | 太陽祭            |
| 28/10/2007 | 日本     | 東京     | 草2000 | GI   | 秋季天皇賞       | 58   | 川田將雅 | 4    | 16   | 12   | 1:59.7   | 名將森遜          |
| 25/11/2007 | 日本     | 東京     | 草2400 | GI   | 日本盃           | 57   | 川田將雅 | 18   | 18   | 5    | 2:25.1   | 賞月              |
| 23/12/2007 | 日本     | 中山     | 草2500 | GI   | 有馬紀念         | 57   | 川田將雅 | 13   | 15   | 12   | 2:35.7   | 梵高藝展          |
| 29/12/2007 | 日本     | 大井     | 泥2000 | JpnI | 東京大賞典       | 57   | 岩田康誠 | 6    | 15   | 12   | 2:07.3   | 赤兔馬            |
| 22/3/2009  | 日本     | 阪神     | 草3000 | GII  | 阪神大賞典       | 58   | 川田將雅 | 5    | 12   | 6    | 3:14.4   | 淺草皇帝          |
| 3/5/2009   | 日本     | 京都     | 草3200 | GI   | 春季天皇賞       | 58   | 岩田康誠 | 13   | 18   | 10   | 3:16.2   | 逐鹿沙場          |
| 31/5/2009  | 日本     | 東京     | 草2500 | GII  | 目黑紀念         | 57.5 | 岩田康誠 | 10   | 18   | 16   | 2:43.9   | Miyabi Ranveli    |

## 退役後
退役後，密州怨曲並未入種，而是於北海道苫小牧市北方馬匹公園休養，作爲馬術中的障礙超越馬使用。
2021年10月由障礙超越馬退役，被轉移至到岡山縣真庭市Old Friends Japan進行養老生活。
2024年10月8日，其於牧場內因蹄葉炎惡化逝世，享年23歲。

## 血統簡介
父系夜舞爲日本賽駒，生涯戰績優秀，曾勝出一級賽菊花賞。祖父週日寧靜是美國三冠賽雙冠馬，退役後在日本配種，在日本馬壇相當成功，贏得多項分級賽事，其子嗣贏得巨額獎金，連續12年成為日本冠軍種馬。
母系Dixie Splash爲美國賽駒，生涯戰績不俗，曾於三級賽奧克朗育馬者盃讓賽跑獲季軍。外祖父Dixieland Band亦爲美國賽駒，生涯戰績不俗，曾勝出二級賽麻省讓賽及賓夕凡尼亞打吡。

### 血統表
| 父線：週日寧靜系（Halo系）                  |                               |                 |                 |
| 種馬 夜舞 1993年（棗色）                    | 週日寧靜 1986年（棕色）       | Halo            | Hail to Reason  |
| 種馬 夜舞 1993年（棗色）                    | 週日寧靜 1986年（棕色）       | Halo            | Cosmah          |
| 種馬 夜舞 1993年（棗色）                    | 週日寧靜 1986年（棕色）       | Wishing Well    | Understanding   |
| 種馬 夜舞 1993年（棗色）                    | 週日寧靜 1986年（棕色）       | Wishing Well    | Mountain Flower |
| 種馬 夜舞 1993年（棗色）                    | Dancing Key 1983年（棗色）    | 尼真斯基        | 北地舞人        |
| 種馬 夜舞 1993年（棗色）                    | Dancing Key 1983年（棗色）    | 尼真斯基        | Flaming Page    |
| 種馬 夜舞 1993年（棗色）                    | Dancing Key 1983年（棗色）    | Key Partner     | Key to the Mint |
| 種馬 夜舞 1993年（棗色）                    | Dancing Key 1983年（棗色）    | Key Partner     | Native Partner  |
| 繁殖雌馬 Dixie Splash 1988年（棗色）        | Dixieland Band 1980年（棗色） | 北地舞人        | 新北區          |
| 繁殖雌馬 Dixie Splash 1988年（棗色）        | Dixieland Band 1980年（棗色） | 北地舞人        | Natalma         |
| 繁殖雌馬 Dixie Splash 1988年（棗色）        | Dixieland Band 1980年（棗色） | Mississippi Mud | Delta Judge     |
| 繁殖雌馬 Dixie Splash 1988年（棗色）        | Dixieland Band 1980年（棗色） | Mississippi Mud | Sand Buggy      |
| 繁殖雌馬 Dixie Splash 1988年（棗色）        | Ocean Jewel 1983年（棗色）    | 聲稱            | Hoist the Flag  |
| 繁殖雌馬 Dixie Splash 1988年（棗色）        | Ocean Jewel 1983年（棗色）    | 聲稱            | Princess Pout   |
| 繁殖雌馬 Dixie Splash 1988年（棗色）        | Ocean Jewel 1983年（棗色）    | Lady Offshore   | Sir Ivor        |
| 繁殖雌馬 Dixie Splash 1988年（棗色）        | Ocean Jewel 1983年（棗色）    | Lady Offshore   | Bonnie Google   |
| 雌系：號族：3-d                             |                               |                 |                 |
| 五代內近親交配：北地舞人 4×3、Almahmoud 5×5 |                               |                 |                 |

## 命名由來
名字Delta Blue（デルタブルース）是源自美國密西西比河河口三角洲一帶的三角洲藍調，香港則取意譯，翻譯為「密州怨曲」。

## 外部連結
- 密州怨曲 netkeiba.com （页面存档备份，存于）
- 血統表 （页面存档备份，存于）